# つるりとせ
『つるりとせ』は、山上龍彦の短編小説集。『小説すばる』、『小説現代』、『週刊小説』（1994年～1996年）にそれぞれ掲載された6作品を集めたもので、1996年に実業之日本社から刊行された。また、その表題作である短編小説。

## あらすじ
つるりとせ
「週刊小説」96年7月5日号
「駐輪場はんば」を経営する阪場吉良は連日、女性客にセクハラまがいの言葉をかけているが、今まで問題にはならなかった。吉良は滑稽で愛嬌のある風貌をしているので、かなりきわどい言葉でも毒気が抜けてしまうのだ。しかし、辻住子から話を聞いた夫の行夫は、吉良が危険な存在に思えて不安になり、駐輪場へとやってきて……。
銅像高正
「週刊小説」96年4月26日号
兄錦一から電話で、友子は今年が両親の金婚式であることを思い出した。妹の竹子と3人で話し合い、錦一は半ば強引に銅像をプレゼントすることに決める。実家の定食屋を訪ね、経緯を説明する錦一に、父親の高正は戸惑った。元々表面に出たがらない性格であり、そのうえ錦一がこうやって甘言を弄してすり寄ってくる時には、これまでろくなことがなかったからであった……。
父の魂
「小説現代」94年4月号
浜村路郎は、妻から長男の哲也が母に煮えたぎった味噌汁をかけたとの電話を受ける。仕事を終えて帰宅すると、説教しようにも哲也はおらず、すれ違いで朝も会えなかった。次の日、再び妻から電話があり、哲也が3日も学校に行ってないことを知らされる。妻から詳細を聞いた浜村は、哲也を従えている戸田の家へと乗り込んで……。
散蓮華
「小説現代」94年11月号
35年ぶりの小学校の同窓会に出席した浜村は翌日、買ったばかりのスーツを無くしているのに気づく。どうやら成り行きでの二次会の後、恩師である船越武一の家に置き忘れてきたらしい。次の日曜日、同級生だった河井朋子と一緒に船越の家に行くことになって……。
佃煮とタクシー
「週刊小説」96年9月13日号
タクシーの中に、3人の男がいた。会社でいらだつ日々を送る梅原亘。継父とのいさかいで鬱悶とした心境にある原田勇二。借金苦で切迫した状況にある運転手の森崎和男。もっとも全員良識ある社会人なので、傍目には機嫌のよい酔客と温順な運転手に見えるのだった。北陸人の梅原と佃島出身の森崎が、佃煮について口論を始めるまでは……。
蠢動
「小説すばる」96年4月号
私は、デザインスタジオ時代の助手だった石川から電話で、W市が変貌しているのを聞いた。24年前のW市は、工業団地予定地といった殺風景な町だったので当然だろう、と答えるとあんなに変わるのは異常ですと石川は答えて電話を切った。娘にあっさりと断られた私は、妻と二人でW市を訪れた……。